# Sdružení obcí pro nakládání s odpady
Sdružení obcí pro nakládání s odpady (SONO) je zájmové sdružení v okresu Litoměřice, jeho sídlem jsou Čížkovice. Sdružuje celkem 84 obcí a byl založen v roce 1994.

## Cíle
- provozování skládky komunálních odpadů a skládkových dvorů
- nakládání s odpady
- nakládání s nebezpečnými odpady
- využívání skládkového plynu a činnosti s tím související
- podpora a propagace činností v oblasti nakládání s odpadem a ekologické propagace
- oblast územního a regionálního plánování
- zachování a zlepšování životního prostředí
- rozvoj hospodářství v zájmovém území
- krajinotvorba s důrazem na rozvoj infrastruktury pro cestovní a turistický ruch a navazující aktivity.

## Obce sdružené v mikroregionu
- Bechlín
- Bohušovice nad Ohří
- Brňany
- Brozany nad Ohří
- Budyně nad Ohří
- Brzánky
- Ctiněves
- Černěves
- Černouček
- Čížkovice
- Děčany
- Dolánky nad Ohří
- Drahobuz
- Dušníky
- Evaň
- Hlinná
- Horní Beřkovice
- Horní Řepčice
- Hoštka
- Hrobce
- Chodouny
- Chodovlice
- Chotiměř
- Chudoslavice
- Jenčice
- Kamýk
- Keblice
- Klapý
- Kleneč
- Krabčice
- Křešice
- Křesín
- Lhotka nad Labem
- Liběšice
- Libochovice
- Litoměřice
- Lkáň
- Lovosice
- Lukavec
- Malé Žernoseky
- Malíč
- Martiněves
- Michalovice
- Mlékojedy
- Mšené-lázně
- Nové Dvory
- Píšťany
- Ploskovice
- Polepy
- Přestavlky
- Račice
- Račiněves
- Radovesice
- Rochov
- Roudnice nad Labem
- Sedlec
- Siřejovice
- Slatina
- Snědovice
- Staňkovice
- Straškov-Vodochody
- Sulejovice
- Terezín
- Třebenice
- Třebívlice
- Třebušín
- Úpohlavy
- Úštěk
- Vědomice
- Velemín
- Velké Žernoseky
- Vchynice
- Vražkov
- Vrbice
- Vrbičany
- Vrutice
- Záluží
- Žabovřesky nad Ohří
- Žalhostice
- Židovice
- Žitenice
- Býčkovice
- Kyškovice
- Travčice